# Moment of Truth: Stand Against Fear
Moment of Truth: Stand Against Fear is een televisiefilm uit 1996 onder regie van Joseph L. Scanlan. De film is waargebeurd en gaat over een tiener die verkracht wordt door populaire klasgenoten en vervolgens een activiste wordt voor seksuele intimidatie.

## Bezetting
| Acteur        | Personage     |
| ------------- | ------------- |
| Shanna Reed   | Anne Wilson   |
| Sarah Chalke  | Krista Wilson |
| Lochlyn Munro | Josh Kelly    |
| Gwynyth Walsh | Vicky Cooke   |
| Teryl Rothery | Advocate      |